# 西安交通大学医学部
西安交通大学医学部（原西安医科大学）溯源于国立北平大学医学院。2012年西安交通大学医学院等组建西安交通大学医学部。

## 历史
- 该医学院溯源于1937年前的国立北平大学医学院，抗日战争时期由当时平津的三所高校国立北平大学、国立北平师范大学和国立北洋工学院，躲避战火西迁至陕西
- 1937年9月10日，国民政府教育部下令“以北平大学、北平师范大学、北洋工学院和北平研究院等院校为基干，设立“西安临时大学”，学校分布陕西省城固、南郑、勉县等地
- 西安臨時大學於1938年分出國立西北工學院、國立西北農學院、其余部份改稱國立西北聯合大學
- 1939年國立西北聯合大學分出國立西北醫學院（一度併回，1950再度分出）、國立西北師範學院，其余部份改稱國立西北大學
- 1946年國立西北醫學院并回國立西北大學，成为国立西北大学医学院[3]
- 1950年再次单立为西北医学院，1956年改称西安医学院，1985年更名为西安医科大学。2000年4月西安医科大学与西安交通大学、陕西财经学院三校合并后，更名为西安交通大学医学院，并于2012年更名为西安交通大学医学部。

## 下设院系

### 基础医学院
- 生理学与病理生理学系
- 病原生物学与免疫学系
- 人体解剖学与组织胚胎学系
- 生化与分子生物学系
- 细胞生物学与遗传学系
- 药理学系
- 病理学系

### 公共卫生学院
- 公共卫生学系

### 法医学院
- 法医学系

### 药学院
- 药学系

### 护理学系
- 护理系

### 临床医学院与附属医院
- 第一临床医学院（第一附属医院）
- 第二临床医学院（第二附属医院）
- 口腔医学院（附属口腔医院）[4]